# Montgey
Montgey, en occitan Montjèi, est une commune française située dans le département du Tarn, en région Occitanie. Sur le plan historique et culturel, la commune est dans le Lauragais, l'ancien « Pays de Cocagne », lié à la fois à la culture du pastel et à l’abondance des productions, et de « grenier à blé du Languedoc ».
Exposée à un climat océanique altéré, elle est drainée par le Sor, le ruisseau de Thiers et par divers autres petits cours d'eau.
Montgey est une commune rurale qui compte 274 habitants en 2022, après avoir connu un pic de population de 737 habitants en 1851.  Elle fait partie de l'aire d'attraction de Revel. Ses habitants sont appelés les Montjétois ou  Montjétoises.

## Géographie
Commune limitrophe du département de la Haute-Garonne, située entre Revel et Lavaur.

### Communes limitrophes
| Aguts                   | Péchaudier (par un quadripoint) | Puylaurens  |
| Puéchoursi              | Montgey                         | Poudis      |
| Nogaret (Haute-Garonne) | Revel (Haute-Garonne)           | Garrevaques |

### Hydrographie
La commune est dans le bassin de la Garonne, au sein du bassin hydrographique Adour-Garonne. Elle est drainée par le Sor et le ruisseau de Thiers et par divers petits cours d'eau, qui constituent un réseau hydrographique de 12 km de longueur totale,.
Le Sor, d'une longueur totale de 60,9 km, prend sa source dans la commune d'Arfons et s'écoule du nord-est au sud-ouest puis se réoriente au nord-ouest puis au nord. Il traverse la commune et se jette dans l'Agout à Sémalens, après avoir traversé 16 communes.

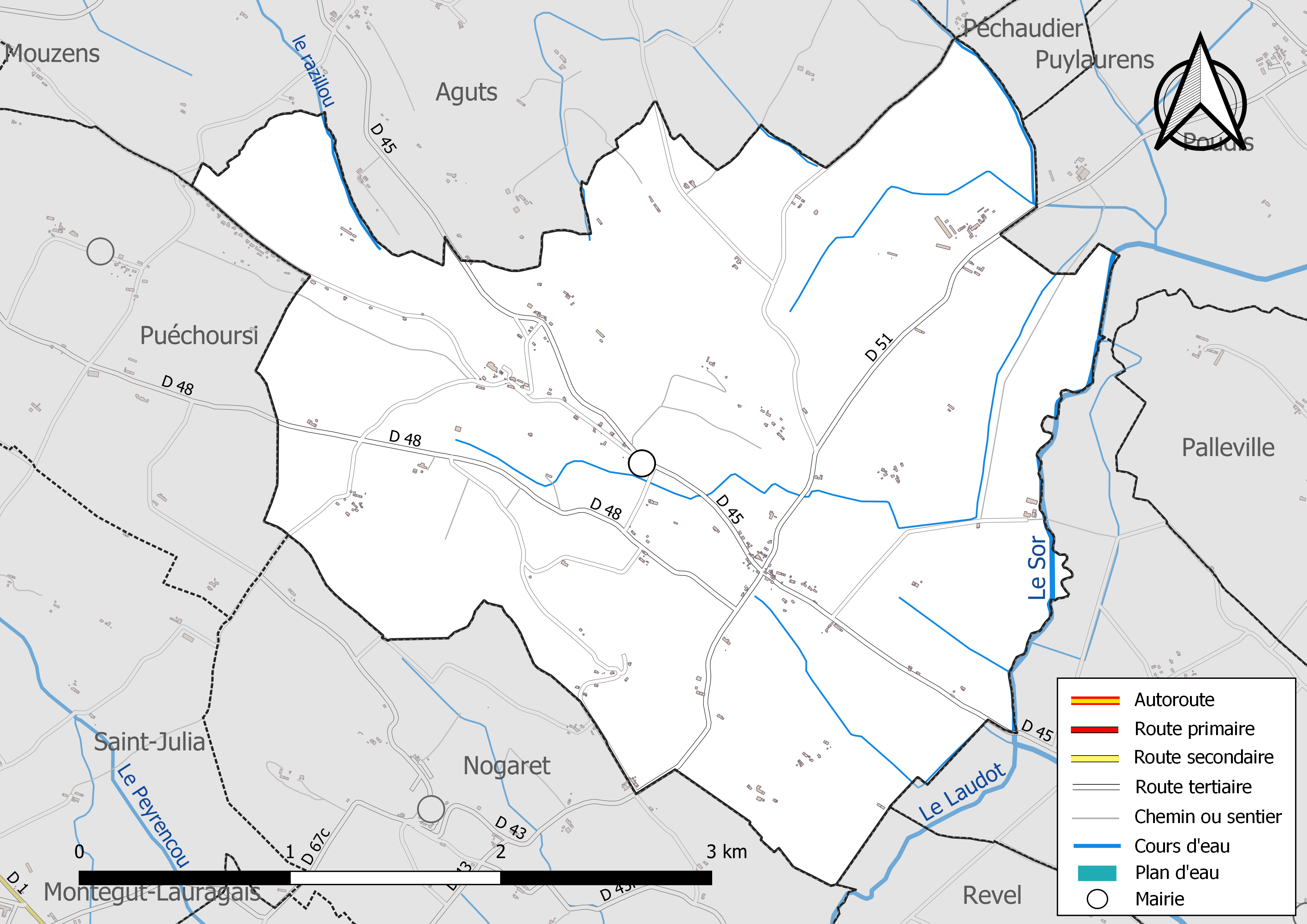
Réseaux hydrographique et routier de Montgey.

### Climat
Pour des articles plus généraux, voir Climat de l'Occitanie et Climat du Tarn.
En 2010, le climat de la commune est de type climat du Bassin du Sud-Ouest, selon une étude du Centre national de la recherche scientifique s'appuyant sur une série de données couvrant la période 1971-2000. En 2020, Météo-France publie une typologie des climats de la France métropolitaine dans laquelle la commune est exposée à un climat océanique altéré et est dans la région climatique Aquitaine, Gascogne, caractérisée par une pluviométrie abondante au printemps, modérée en automne, un faible ensoleillement au printemps, un été chaud (19,5 °C), des vents faibles, des brouillards fréquents en automne et en hiver et des orages fréquents en été (15 à 20 jours).
Pour la période 1971-2000, la température annuelle moyenne est de 13 °C, avec une amplitude thermique annuelle de 16,3 °C. Le cumul annuel moyen de précipitations est de 772 mm, avec 10,5 jours de précipitations en janvier et 5 jours en juillet. Pour la période 1991-2020, la température moyenne annuelle observée sur la station météorologique de Météo-France la plus proche, « Revel », sur la commune de Revel à 7 km à vol d'oiseau, est de 13,5 °C et le cumul annuel moyen de précipitations est de 892,6 mm. 
La température maximale relevée sur cette station est de 42,7 °C, atteinte le 23 août 2023 ; la température minimale est de −16,5 °C, atteinte le 16 janvier 1985,,.
Les paramètres climatiques de la commune ont été estimés pour le milieu du siècle (2041-2070) selon différents scénarios d'émission de gaz à effet de serre à partir des nouvelles projections climatiques de référence DRIAS-2020. Ils sont consultables sur un site dédié publié par Météo-France en novembre 2022.

### Milieux naturels et biodiversité
Aucun espace naturel présentant un intérêt patrimonial n'est recensé sur la commune dans l'inventaire national du patrimoine naturel,,.

## Urbanisme

### Typologie
Au 1er janvier 2024, Montgey est catégorisée commune rurale à habitat très dispersé, selon la nouvelle grille communale de densité à sept niveaux définie par l'Insee en 2022.
Elle est située hors unité urbaine. Par ailleurs la commune fait partie de l'aire d'attraction de Revel, dont elle est une commune de la couronne,. Cette aire, qui regroupe 16 communes, est catégorisée dans les aires de moins de 50 000 habitants,.

### Occupation des sols
L'occupation des sols de la commune, telle qu'elle ressort de la base de données européenne d’occupation biophysique des sols Corine Land Cover (CLC), est marquée par l'importance des territoires agricoles (100 % en 2018), une proportion identique à celle de 1990 (100 %). La répartition détaillée en 2018 est la suivante : 
terres arables (90,9 %), zones agricoles hétérogènes (9,1 %). L'évolution de l’occupation des sols de la commune et de ses infrastructures peut être observée sur les différentes représentations cartographiques du territoire : la carte de Cassini (XVIIIe siècle), la carte d'état-major (1820-1866) et les cartes ou photos aériennes de l'IGN pour la période actuelle (1950 à aujourd'hui).

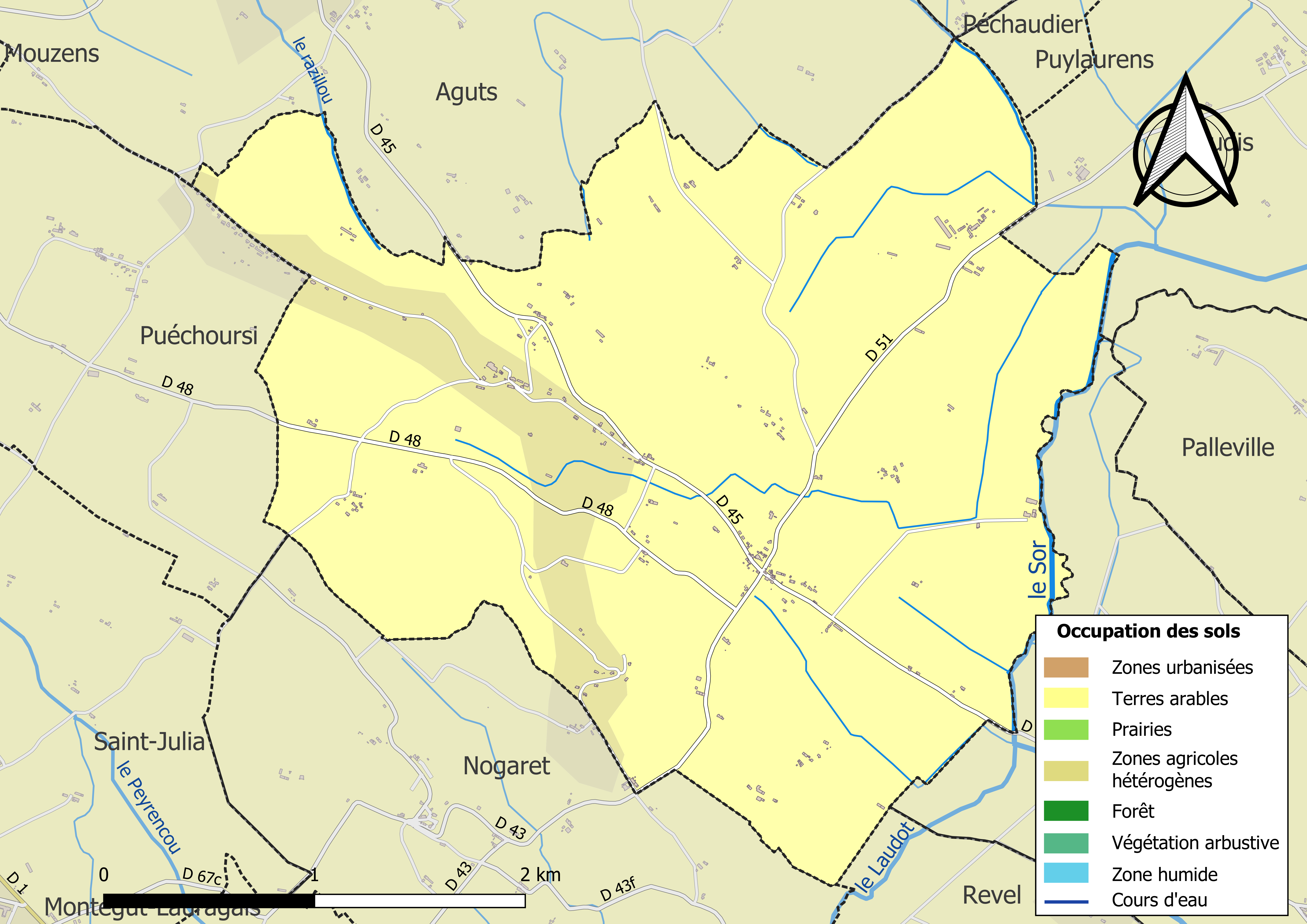
Carte des infrastructures et de l'occupation des sols de la commune en 2018 (CLC).

### Risques majeurs
Le territoire de la commune de Montgey est vulnérable à différents aléas naturels : météorologiques (tempête, orage, neige, grand froid, canicule ou sécheresse), inondations, mouvements de terrains et séisme (sismicité très faible). Il est également exposé à deux risques technologiques,  le transport de matières dangereuses et la rupture d'un barrage. Un site publié par le BRGM permet d'évaluer simplement et rapidement les risques d'un bien localisé soit par son adresse soit par le numéro de sa parcelle.

#### Risques naturels
Certaines parties du territoire communal sont susceptibles d’être affectées par le risque d’inondation par débordement de cours d'eau, notamment le Sor. La cartographie des zones inondables en ex-Midi-Pyrénées réalisée dans le cadre du XIe Contrat de plan État-région, visant à informer les citoyens et les décideurs sur le risque d’inondation, est accessible sur le site de la DREAL Occitanie. La commune a été reconnue en état de catastrophe naturelle au titre des dommages causés par les inondations et coulées de boue survenues en 1982, 1992 et 2000,.
Montgey est exposée au risque de feu de forêt. En 2022, il n'existe pas de Plan de Prévention des Risques incendie de forêt (PPRif). Le débroussaillement aux abords des maisons constitue l’une des meilleures protections pour les particuliers contre le feu,.

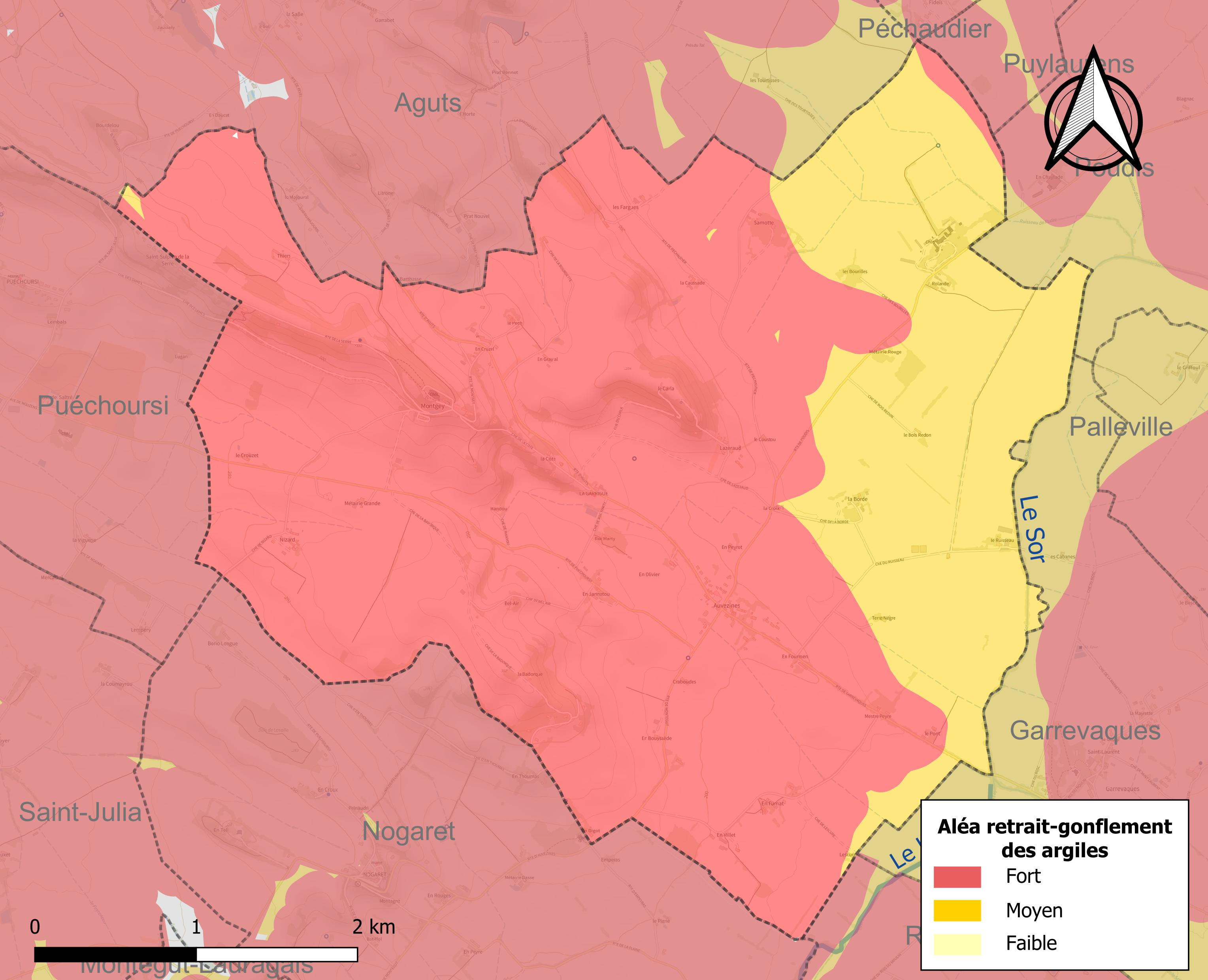
Carte des zones d'aléa retrait-gonflement des sols argileux de Montgey.

La commune est vulnérable au risque de mouvements de terrains constitué principalement du retrait-gonflement des sols argileux. Cet aléa est susceptible d'engendrer des dommages importants aux bâtiments en cas d’alternance de périodes de sécheresse et de pluie. La totalité de la commune est en aléa moyen ou fort (76,3 % au niveau départemental et 48,5 % au niveau national). Sur les 144 bâtiments dénombrés sur la commune en 2019, 144 sont en aléa moyen ou fort, soit 100 %, à comparer aux 90 % au niveau départemental et 54 % au niveau national. Une cartographie de l'exposition du territoire national au retrait gonflement des sols argileux est disponible sur le site du BRGM,.
Par ailleurs, afin de mieux appréhender le risque d’affaissement de terrain, l'inventaire national des cavités souterraines permet de localiser celles situées sur la commune.

#### Risques technologiques
Le risque de transport de matières dangereuses sur la commune est lié à sa traversée par des infrastructures routières ou ferroviaires importantes ou la présence d'une canalisation de transport d'hydrocarbures. Un accident se produisant sur de telles infrastructures est susceptible d’avoir des effets graves sur les biens, les personnes ou l'environnement, selon la nature du matériau transporté. Des dispositions d’urbanisme peuvent être préconisées en conséquence.
La commune est en outre située en aval d'un barrage de classe A. À ce titre elle est susceptible d’être touchée par l’onde de submersion consécutive à la rupture de cet ouvrage.

## Histoire
1211 : La bataille de Montgey, en avril 1211, voit la victoire du comte Raymond-Roger de Foix sur une armée de croisés qui allaient  aider Simon de Montfort à assiéger Lavaur.

1789 : communauté de Montgey, sénéchaussée de Lauragais, diocèse de Lavaur, paroisses : Saint-Barthélemy, Notre-Dame d'Auvezines.

1790 : municipalité de Montgey, canton de Cuq-Toulza, district de Lavaur.

An X : commune de Montgey, canton de Cuq-Toulza, arrondissement de Lavaur, paroisse : Saint-Barthélemy.

La paroisse Notre-Dame d'Auvezines est rétablie le 15 janvier 1846.

1853-1854 : projet de création de deux communes distinctes, Montgey et Auvezines.

1972 : projet de rattachement des communes d'Aguts et Puechoursy à Montgey.

### Toponymie
Montgey pourrait être le nom de lieu français Montjoie, « éminence, butte artificielle de pierre ou de terre », même si cela peut paraît difficile, car Montjoie est habituellement en pays languedocien Montgauch ou Monjoi. Montgey viendrait plutôt de "mont jovis" (littéralement la montagne de Jupiter), ce qui parait très crédible au vu des nombreux restes gallo-romains.
Transporté dans le Midi, le oi français s'est diphtongué en uei, puis en ei, comme s'il venait du latin (monsgaudii en 1211, Monum. Germ. Script. XXVIII, 276 ; Montjoi vers 1228, Chanson de la Croisade, 69,7).

### Héraldique
| Montgey | Son blasonnement est : De gueules, à une hamaïde d'or. |

## Politique et administration
| Période                                  | Période   | Identité       | Étiquette | Qualité |
| ---------------------------------------- | --------- | -------------- | --------- | ------- |
| mars 2008                                | -         | Pierre Fraisse | -         | -       |
| mars 2001                                | mars 2008 | Pierre Fraisse | -         | -       |
| Les données manquantes sont à compléter. |           |                |           |         |

## Démographie
| 1793 | 1800 | 1806 | 1821 | 1831 | 1836 | 1841 | 1846 | 1851 |
| ---- | ---- | ---- | ---- | ---- | ---- | ---- | ---- | ---- |
| 540  | 544  | 614  | 666  | 649  | 653  | 700  | 701  | 737  |

| 1856 | 1861 | 1866 | 1872 | 1876 | 1881 | 1886 | 1891 | 1896 |
| ---- | ---- | ---- | ---- | ---- | ---- | ---- | ---- | ---- |
| 727  | 685  | 697  | 667  | 669  | 597  | 559  | 534  | 515  |

| 1901 | 1906 | 1911 | 1921 | 1926 | 1931 | 1936 | 1946 | 1954 |
| ---- | ---- | ---- | ---- | ---- | ---- | ---- | ---- | ---- |
| 535  | 492  | 474  | 386  | 402  | 395  | 377  | 348  | 344  |

| 1962 | 1968 | 1975 | 1982 | 1990 | 1999 | 2005 | 2006 | 2010 |
| ---- | ---- | ---- | ---- | ---- | ---- | ---- | ---- | ---- |
| 309  | 293  | 212  | 215  | 237  | 228  | 248  | 255  | 287  |

| 2015 | 2020 | 2022 | - | - | - | - | - | - |
| ---- | ---- | ---- | - | - | - | - | - | - |
| 291  | 278  | 274  | - | - | - | - | - | - |

## Économie

### Revenus
En 2018, la commune compte 110 ménages fiscaux, regroupant 267 personnes. La médiane du revenu disponible par unité de consommation est de 23 070 € (20 400 € dans le département).

### Emploi
|                | 2008  | 2013  | 2018 |
| -------------- | ----- | ----- | ---- |
| Commune        | 3,9 % | 6,3 % | 5 %  |
| Département    | 8,2 % | 9,9 % | 10 % |
| France entière | 8,3 % | 10 %  | 10 % |

En 2018, la population âgée de 15 à 64 ans s'élève à 162 personnes, parmi lesquelles on compte 82,5 % d'actifs (77,5 % ayant un emploi et 5 % de chômeurs) et 17,5 % d'inactifs,. Depuis 2008, le taux de chômage communal (au sens du recensement) des 15-64 ans est inférieur à celui de la France et du département.
La commune fait partie de la couronne de l'aire d'attraction de Revel, du fait qu'au moins 15 % des actifs travaillent dans le pôle,. Elle compte 22 emplois en 2018, contre 31 en 2013 et 25 en 2008. Le nombre d'actifs ayant un emploi résidant dans la commune est de 128, soit un indicateur de concentration d'emploi de 17,4 % et un taux d'activité parmi les 15 ans ou plus de 58,3 %.
Sur ces 128 actifs de 15 ans ou plus ayant un emploi, 20 travaillent dans la commune, soit 16 % des habitants. Pour se rendre au travail, 92,9 % des habitants utilisent un véhicule personnel ou de fonction à quatre roues, 2,4 % s'y rendent en deux-roues, à vélo ou à pied et 4,8 % n'ont pas besoin de transport (travail au domicile).

### Activités hors agriculture
22 établissements sont implantés  à Montgey au 31 décembre 2019.
Le secteur du commerce de gros et de détail, des transports, de l'hébergement et de la restauration est prépondérant sur la commune puisqu'il représente 31,8 % du nombre total d'établissements de la commune (7 sur les 22 entreprises implantées  à Montgey), contre 26,7 % au niveau départemental.

### Agriculture
La commune est dans le Lauragais tarnais, une petite région agricole située dans le sud-ouest du département du Tarn. En 2020, l'orientation technico-économique de l'agriculture  sur la commune est la culture de céréales et/ou d'oléoprotéagineuses. 
|               | 1988 | 2000 | 2010  | 2020  |
| ------------- | ---- | ---- | ----- | ----- |
| Exploitations | 31   | 18   | 19    | 17    |
| SAU (ha)      | 990  | 790  | 1 319 | 1 312 |

Le nombre d'exploitations agricoles en activité et ayant leur siège dans la commune est passé de 31 lors du recensement agricole de 1988  à 18 en 2000 puis à 19 en 2010 et enfin à 17 en 2020, soit une baisse de 45 % en 32 ans. Le même mouvement est observé à l'échelle du département qui a perdu pendant cette période 58 % de ses exploitations,. La surface agricole utilisée sur la commune a quant à elle augmenté, passant de 990 ha en 1988 à 1 312 ha en 2020. Parallèlement la surface agricole utilisée moyenne par exploitation a augmenté, passant de 32 à 77 ha.

## Culture locale et patrimoine

### Lieux et monuments
- Château de Montgey
- Église Saint-Barthélemy de Montgey. L'édifice a été inscrit au titre des monuments historiques en 1979[39].
- Chapelle Notre-Dame-de-l'Assomption d'Auvezines.

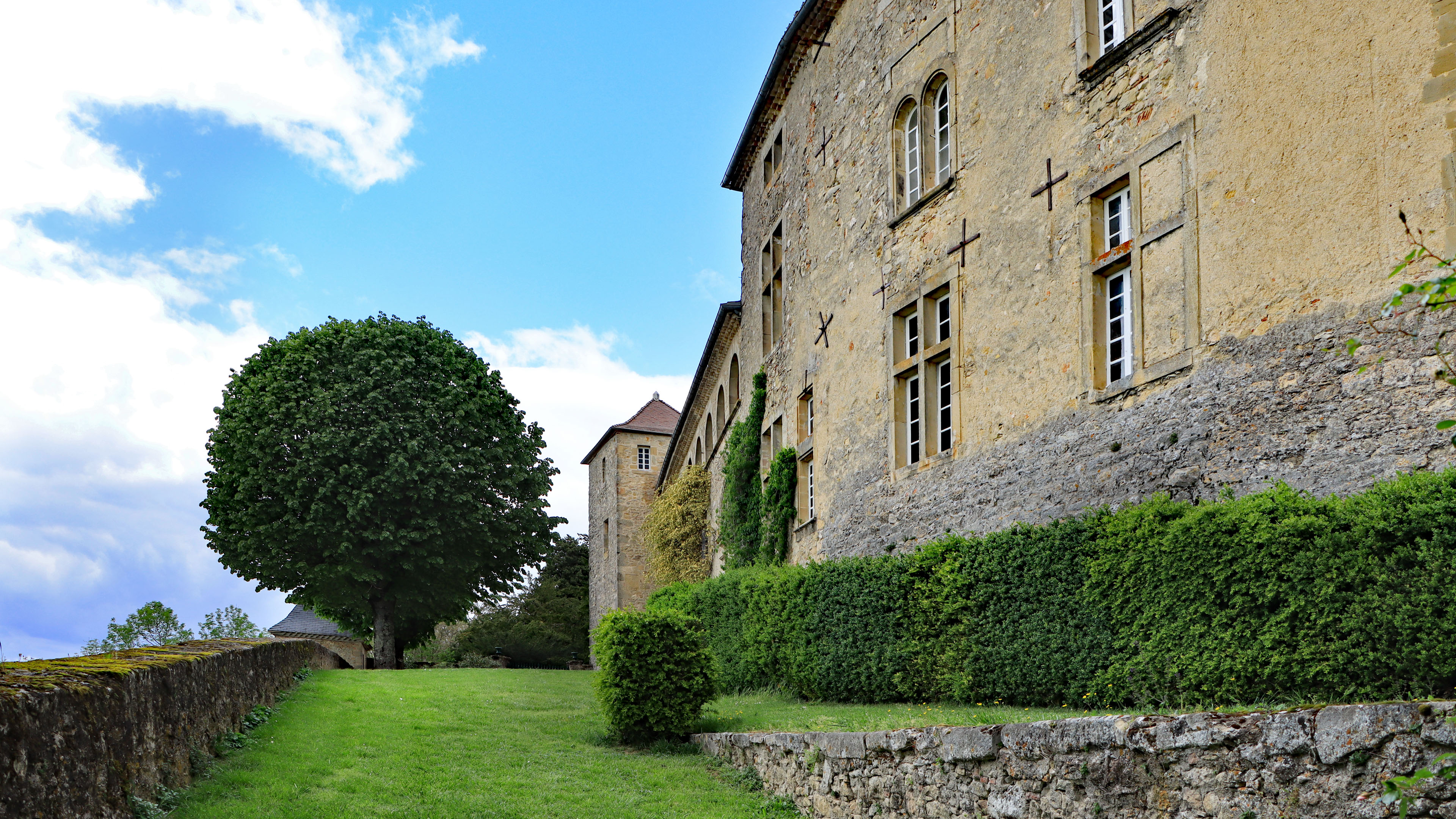
Le château.
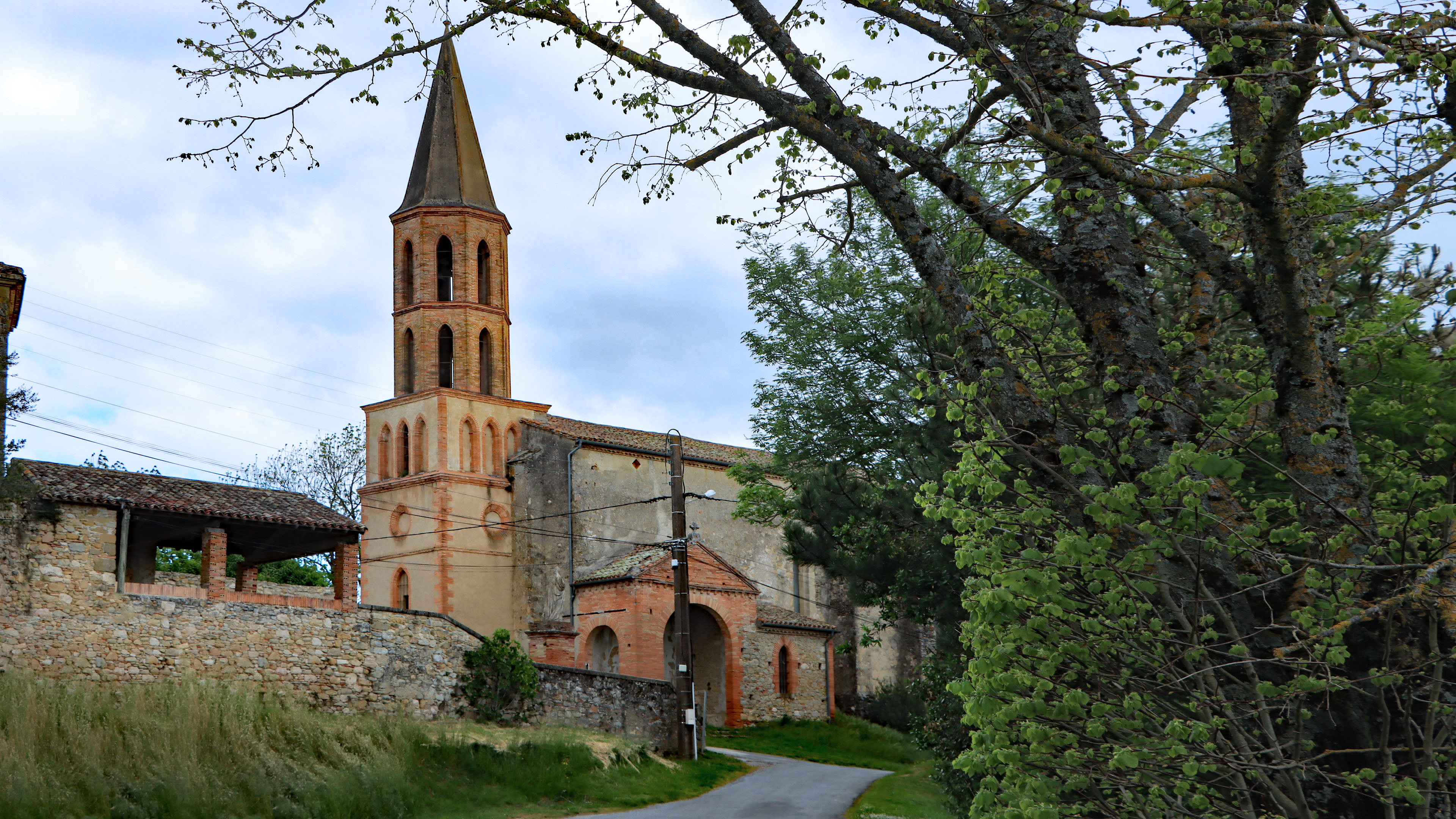
Eglise St Barthélemy.
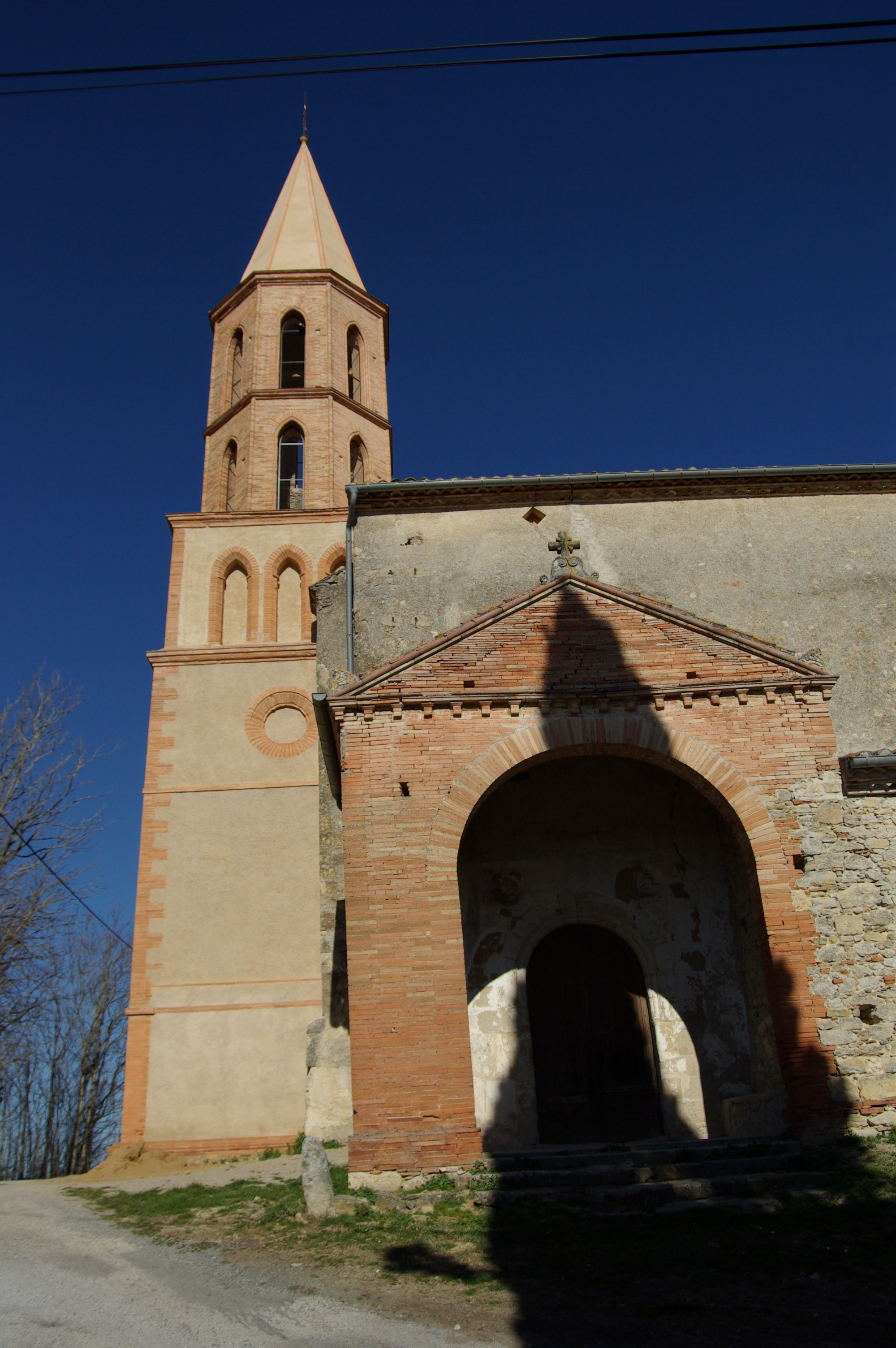
Église de Montgey
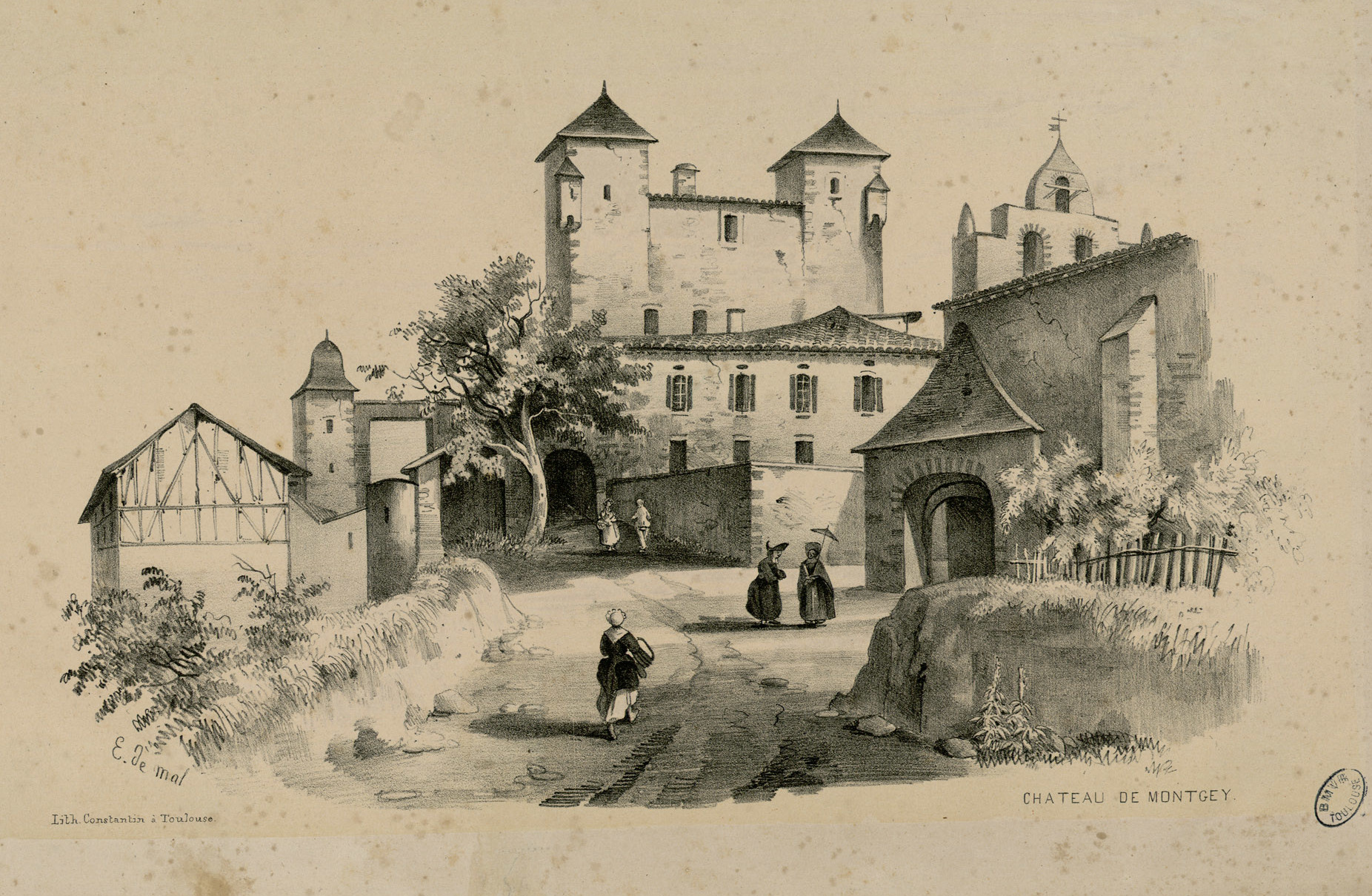
Château de Montgey vers 1840 par Eugène de Malbos
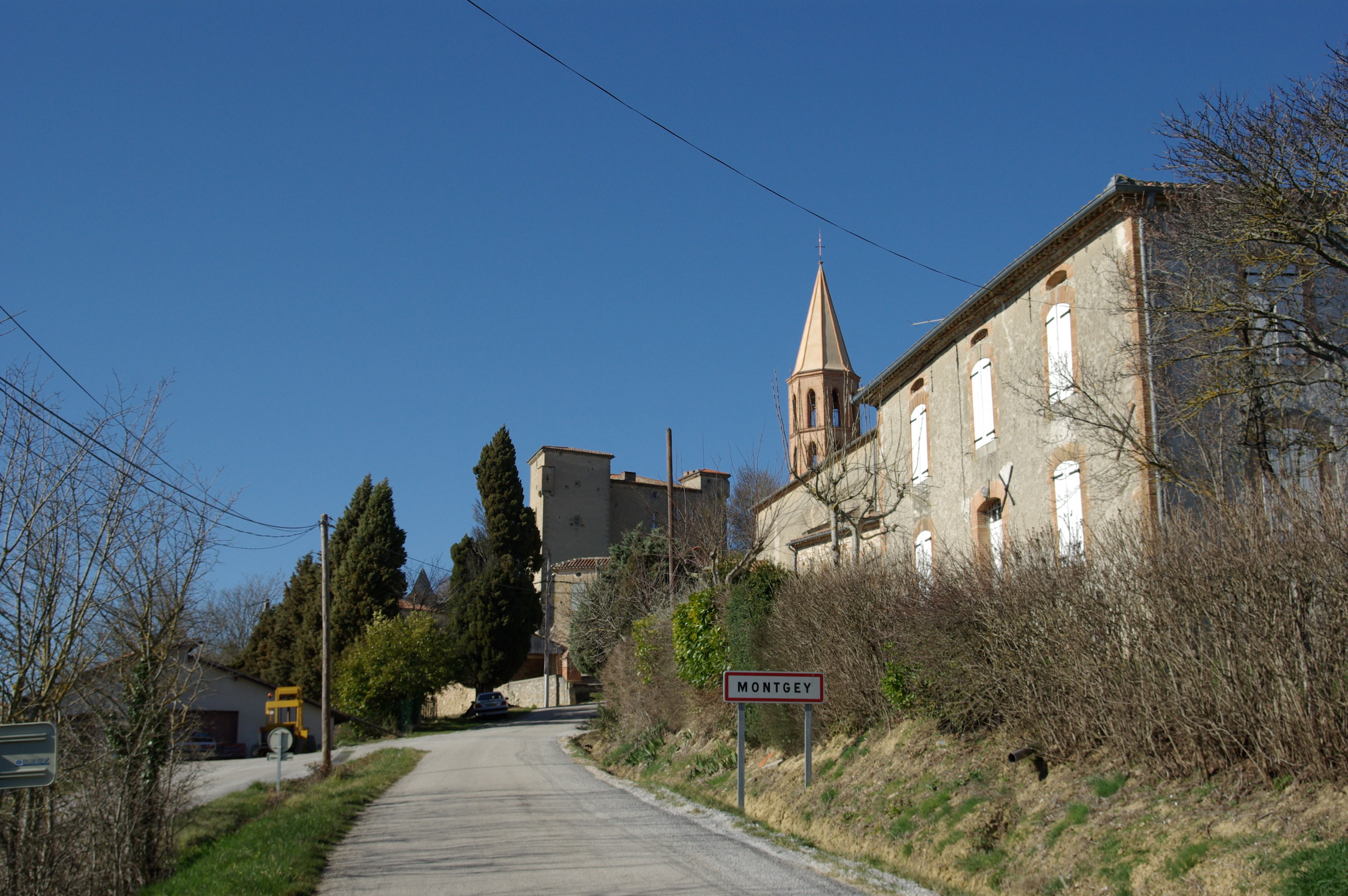
Entrée

### Personnalités liées à la commune
Pas de personnalité liée à la commune.